# Hermann Becht
Hermann Becht (* 19. März 1939 in Karlsruhe; † 12. Februar 2009 in Marxzell) war ein deutscher Opernsänger in der Stimmlage Bariton.

## Leben  und Wirken
Hermann Becht absolvierte ein Gesangsstudium bei Emma Wolf-Dengel in Karlsruhe und bei Josef Greindl in Saarbrücken und gewann 1968 den Ersten Preis beim Berliner Gesangswettbewerb. Seine Bühnenlaufbahn begann er 1963 als Bassist am Staatstheater Braunschweig, wechselte aber auf das lyrische italienische Baritonfach, das er seit 1970 am Staatstheater Wiesbaden sang. Nach seiner Berufung an die Deutsche Oper am Rhein 1974, der er über 30 Jahre als Ensemblemitglied verbunden war, verlegte er sich auf das Fach des Heldenbaritons.
Mit vielen großen Partien seines Fachs von Rocco und Pizarro in Fidelio über Graf Almaviva im Figaro, Telramund in Lohengrin, Holländer und Daland im Fliegenden Holländer, Pogner in den Meistersingern, Hunding in der Walküre, der Titelpartie in Gianni Schicchi, Orest in Elektra, dem Fürsten in Fürst Igor und dem Wozzeck war Becht im Repertoire der Rheinoper vertreten. Besonders gewürdigt wurde er als Alberich im Ring des Nibelungen. Zu seinen weiteren Hauptpartien gehörten Amfortas im Parsifal, der Titelheld in Falstaff und der Kardinal Borromeo in Palestrina. 1996 sang er in Düsseldorf den Dikoj in Katja Kabanowa und 1998 den Kezal in der Verkauften Braut.
Gastspielverträge verbanden ihn mit der Bayerischen Staatsoper und der Wiener Staatsoper. In München sang er in den Uraufführungen der Opern Lou Salomé von Giuseppe Sinopoli (1981), Belshazar von Volker David Kirchner (1986) und Ubu Rex von Krzysztof Penderecki (1991) sowie bei den Schwetzinger Festspielen 1994 in der Uraufführung der Oper Sansibar von Eckehard Mayer.
Gastauftritte führten Becht an die Opernhäuser in Stuttgart und Hamburger, die Covent Garden Oper London,  an die Metropolitan Opera New York und an viele andere bedeutende Musikbühnen.
Auch als Konzert- und Liedersänger war er erfolgreich. Er galt auf der Bühne als großer Wagner-Interpret und sang bei den Bayreuther Festspielen 1979–1980 und 1983–1986 den Alberich in der Ring-Tetralogie, 1981–1983 auch den Kurwenal in Tristan und Isolde. Bei den Salzburger Festspielen wirkte Becht 1984 in einer konzertanten Aufführung der Oper Die Gezeichneten von Franz Schreker mit.
1987 führte ihn ein Gastspiel ans Teatro Comunale di Bologna als Alberich; weitere Gastauftritte hatte er an den Opern von Chicago (1986 als Klingsor) und San Francisco, am Bolschoi-Theater in Moskau, am Gran Teatre del Liceu in Barcelona (1989 als Waldner in Arabella), am Grand Théâtre de Genève (1985), an den Opernhäusern von Nantes (1989) und Lyon (1987).
In den 1980er Jahren war Becht am Badischen Staatstheater Karlsruhe und bei den Ettlinger Schlossfestspielen aufgetreten. 1998 gastierte er am Opernhaus von Bonn als Hunding in Die Walküre, 1999 an der Dresdner Staatsoper als Gloster in Lear von Aribert Reimann. In der Spielzeit 2002/03 übernahm er an der Hamburgischen Staatsoper in der Wiederaufnahme von Willy Deckers Katja Kabanowa-Inszenierung die Partie des Dikoj. 2003 gastierte er an der Dresdner Staatsoper als Klingsor in Parsifal, wobei er kurzfristig für seinen erkrankten Kollegen Günter von Kannen (1940–2016) einsprang. Bis zuletzt engagierte er sich für das Sommer-Festival in der Klosterruine Frauenalb.
Für kurze Zeit lehrte Becht an der Hochschule für Musik Karlsruhe. Er starb unerwartet in Marxzell und wurde auf dem Friedhof in Marxzell-Schielberg beerdigt.

## Trivia
In der Rheingold-Premiere bei den Bayreuther Festspielen 1983 sang er ein hohes b.

## Auszeichnungen
- 1992: Ernennung zum Kammersänger
- 1984: Goldener Grammy (Für die Gestaltung des Alberich im Jahrhundert-Ring)
- 1999: Bundesverdienstkreuz am Bande (Deutschland)

## Diskographie (Auswahl)
- Schreker: Graf Vitelozzo Tamare in Die Gezeichneten (Orfeo 2002)
- Strauss: Graf Lamoral in Arabella (Orfeo 1988)
- Wagner: Alberich in Der Ring des Nibelungen (Philips 1995)